# Karl-Heinz Lust

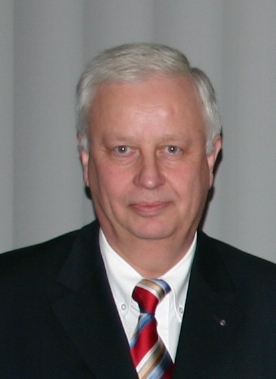
Karl-Heinz Lust (im Jahr 2005)

Karl-Heinz Lust (* 2. September 1946 in Naunheim (Wetzlar), seit 1979 Stadtteil von Wetzlar; † 9. September 2009 in Lahnau, Ortsteil Waldgirmes) war ein deutscher Unternehmer.

## Leben

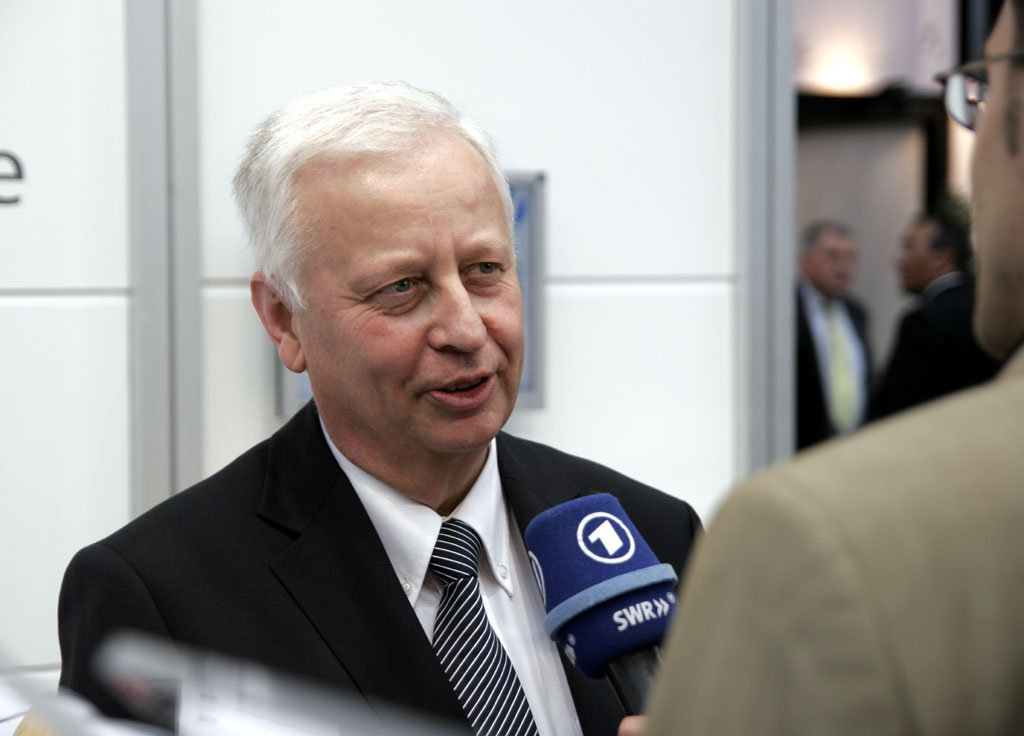
ARD-Interview von Karl-Heinz Lust auf der Hannover Messe 2007

Nach dem Studium der Physik an der Justus-Liebig-Universität Gießen gründete Karl-Heinz Lust im Jahr 1971 die „Lust Antriebstechnik GmbH“  (heute „LTi DriVES“), deren Geschäftsleitung er bis zu seinem Tod als geschäftsführender Gesellschafter angehörte. Heute gehören zum Unternehmen insgesamt acht Tochterunternehmen mit nach eigenen Angaben 1000 Mitarbeitern.  Sein Sohn Wolfgang Lust führt die LTi Unternehmensgruppe als Geschäftsführer der „LTi Holding“ fort.

## Ehrenamt
Karl-Heinz Lust war von 1994 bis 2007 Präsident der IHK Wetzlar sowie Gründungspräsident der fusionierten IHK Lahn-Dill, deren Ehrenpräsident er seit 2008 war. Von 2005 bis 2009 war er als Vertreter der mittelhessischen IHKs in zwei Wahlperioden Vorstandsmitglied beim Regionalmanagementverein MitteHessen. Seit Dezember 2008 war er Ehrensenator der Fachhochschule Gießen-Friedberg. Er war Mitglied der Forschungsunion Wirtschaft – Wissenschaft des Bundesministeriums für Bildung und Forschung. Als Jurymitglied im Förderprogramm „ProINNO“ des Bundesministeriums für Wirtschaft und Technologie war er Vorsitzender des DIHK-Ausschusses für Industrie und Forschung.